# Erylus fibrillosus
Erylus fibrillosus är en svampdjursart som beskrevs av Claude Lévi 1983. Erylus fibrillosus ingår i släktet Erylus och familjen Geodiidae.
Artens utbredningsområde är havet kring Nya Kaledonien. Inga underarter finns listade i Catalogue of Life.